# Diákhálózat
Koordináták: é. sz. 48° 08′ 41″, k. h. 17° 06′ 18″48.144736°N 17.104897°E
A Diákhálózat a Szlovákiában, Csehországban és Magyarországon tanuló szlovákiai magyar egyetemisták kulturális és érdekvédelmi szervezete. 1990-ben alakult két diákszervezet egyesülésével. 2021-ben összesen hét egyetemi városban működik tagszervezete.
A tagszervezetektől eltérően nem helyi rendezvényekkel foglalkozik, hanem mint ernyőszervezet, országos szinten tevékenykedik. A Diákhálózat politikailag független szervezet, tevékenységeit különböző alapítványi és állami támogatásokból, valamint szponzorok adományaiból finanszírozza. A szervezet központi irodája Pozsonyban a Klarisszák utca 7. házszám alatt található. Céljai közé tartozik a magyar nemzeti hagyományok és kultúra ápolása, a fiatal magyar értelmiség bekapcsolása a nemzeti és nemzetközi tudományos és szakmai életbe, valamint a fiatal magyar értelmiség kivándorlásának csökkentése.

## Tevékenysége

### Érdekvédelem
A Diákhálózat érdekvédelmi tevékenysége alatt az oktatásban, fiatalokat érintő problémákban való állásfoglalást és érdekérvényesítést kell érteni. Ezen feladat ellátása érdekében a Diákhálózat tagja több érdekegyeztető fórumnak: 
- Szlovák Ifjúsági Tanács (Rada Mládeže Slovenska)
- Magyar Ifjúsági Konferencia Összhang
- Ifjúsági Civil Fórum
- Szlovákiai Magyarok Kerekasztala

### Oktatás
A Diákhálózat fontosabb oktatási programjai: 
- Felvidéki Tudományos Diákköri Konferencia
- Szakmai gyakorlatok
- Alma Mater egyetemi lap kiadása
- Felsőoktatási Tájékoztató Körút - célja, hogy megismertesse és népszerűsítse a szlovákiai magyar középiskolások körében a szlovákiai és csehországi felsőoktatási képzést, információt nyújtson az egyes egyetemi városokról és tájékoztasson az ott működő magyar diákklubok tevékenységéről.
- DiNaMit - a középiskolákban működő diákönkormányzatok működtetését elősegítő képzéssorozat (2005 óta).

Szakmai vonalon általános felsőoktatási tanácsadással, részképzések és ösztöndíjak közvetítésével, valamint különböző készségfejlesztő képzések szervezésével is foglalkozik a szervezet. A szakmai programok közös célja többek között, hogy elősegítse a szlovák, illetve cseh nyelven tanuló diákok számára a magyar szakterminológia elsajátítását.

### Kultúra
A Diákhálózat egyik legfontosabb kulturális tevékenysége a nagy hagyományokra visszatekintő, egész Csehország és Szlovákia magyar egyetemistáit egyesítő Gombaszögi Nyári Művelődési Tábor megrendezése (1980 óta).

## Vezetőség
A Diákhálózat élén az elnök (2024-tól Hrapka Sára) áll, a vezetőség további 13 alelnökből (Garai Viktória, Kontra Martin Róbert, Horváth Norbert, Molnár Imre, Kubovics Gergely Máté, Sztyehlík Fanny, Bartalos Réka, Bartalos Mónika, Pivoda Vivien, Soltész Luca, Lőrincz Virág, Sulczi Dóra, Horváth Zenkő Veronika) tevődik össze. A legmagasabb döntéshozószerve a Hallgatói Parlament, ami kétszer ül össze évente, tavasszal és ősszel. Minden második őszi ülés egyben tisztújítás is. A Hallgatói Parlamentben minden tagszervezetnek 5 küldötte és 1 szavazati joga van. Ők választják az elnököt és az elnökséget.

## Tagszervezetei
- Prága – Ady Endre Diákkör
- Brünn – Kazinczy Ferenc Diákklub
- Pozsony – József Attila Ifjúsági Klub
- Nyitra – Juhász Gyula Ifjúsági Klub
- Kassa – KIKELET Kassa
- Budapest – Kaszás Attila Diákkör
- Komárom – Jókai Mór Diákkör
- Győr – Jedlik Ányos Diákkör